# Nathalie Zajde
Nathalie Zajde est Maître de conférences habilitée à diriger des recherches en psychologie à l’Université de Paris VIII Saint-Denis. Elle est membre du laboratoire CHart EA 4004 (Groupe Cognition et adaptation). Elle est chercheuse et clinicienne au Centre Georges-Devereux, responsable pégagogique et clinique. Nathalie Zajde est Membre du Conseil Scientifique du Mémorial des enfants d'Izieu.

## Biographie
Nathalie Zajde enseigne la psychologie clinique et pathologique à l'Université Paris VIII. Elle est membre du Laboratoire CHart EA 4004. 
Elle est spécialiste des traumatismes psychiques et spécialisée en ethnopsychiatrie. 
Elle a soutenu son HDR en 2018 sur Ethnopsychiatries - La prise en compte du contexte culturel, religieux et politique dans la psychothérapie de sujets traumatisés, déplacés ou appartenant à des minorités sociales.
En mobilité, Zajde a vécu et a travaillé plusieurs années en Afrique sub-saharienne (Afrique des Grands-Lacs, Burundi, Rwanda) Guinée Conakry et au Moyen-Orient.
Elle a créé en 1990 les premiers groupes de parole de survivants et d'enfants de survivants de la Shoah en France. Reconnue comme spécialiste des souffrances psychologiques des « enfants cachés » — enfants juifs cachés durant la seconde guerre mondiale pour échapper aux persécutions nazies — et des descendants de survivants, elle a écrit de nombreux articles dans les revues scientifiques et publié plusieurs ouvrages qui font référence.
Pour optimiser la prise en charge des survivants et descendants  de victimes de la Shoah, Zajde développe l' entretien psycho-historique : comprendre le patient en interrogeant le vécu des générations précédentes.
Elle a également développé en France et à l'étranger des dispositifs cliniques spécifiques d’aide aux personnes souffrant de traumatisme psychique – qu'il soit d'origine individuelle ou de masse. Ainsi, à l'université de Bujumbura (Burundi) en 2004, elle a contribué à la création d'un lieu original de prise en charge des souffrances psychiques des survivants des massacres au Rwanda et au Burundi.
En 2005, à l'hôpital psychiatrique de Be'er Ya'acov, elle est, avec le docteur Anne-Marie Ulman, à l'origine de la première consultation d'ethnopsychiatrie à destination des populations d'origine éthiopienne et d'Asie centrale en Israël.
À la suite des massacres du 28 septembre 2009 à Conakry, Nathalie Zajde crée avec le Professeur Ibrahima Baldé dans sa polyclinique de Kipé à Conakry la consultation d'ethnopsychiatrie pour les survivants et les victimes de viols.
Avec Catherine Grandsard, Nathalie Zajde est responsable du service  dédié aux survivants et descendants de survivants de la Shoah du Centre Georges-Devereux, soutenu par la Fondation pour la Mémoire de la Shoah. Elle administre le blog  des enfants cachés. 
Depuis 2021, Nathalie Zajde anime une chronique psy bimensuelle sur RCJ.

## Thèmes de recherche
Principaux thèmes de recherche de Nathalie Zajde : 
- Pour une psychothérapie des populations rrom. Construction de dispositifs spécifiques d'aide psychologique destinés aux populations Rom/gens du voyage.
- Création d'un lieu permanent d'aide psychologique aux victimes et aux descendants  de victimes de la Shoah.
- D'où viennent les enfants ? recherche sur les soubassements psychologiques et culturels de l’infertilité.
- Traumatismes dans l’Afrique des Grands-Lacs — l’aide psycho-sociale dans une société en sortie de crise.
- Immigrations et psychopathologies en Israël. Troubles psychiatriques et dispositifs psychothérapiques des populations juives et non-juives en Israël.
- Résilience et intégration. Réhabilitation psychosociale en Israël des survivants de la Shoah et des « enfants cachés ».
- Psychothérapie en situation de crise politique et prise en charge psychologique des victimes de violence liée au genre.

## Distinctions
Pour Qui sont les enfants cachés? Penser avec les grands témoins, elle a reçu le prix littéraire du savoir et de la recherche 2014.

## Ouvrages Scientifiques
- Tobie Nathan, Alain Blanchet, Serban Ionescu, Nathalie Zajde, Psychothérapies, éd. Odile Jacob, Paris, 1998[7].
- Nathalie Zajde, Guérir de la Shoah, éd. Odile Jacob, Paris, 2005[8].
- Nathalie Zajde, Enfants de survivants, 1993, réédition, éd. Odile Jacob, Paris, 2005.
- Avec José Brunner, Holocaust-Trauma. Kritische Perspektiven zur Entstehung und Wirkung eines Paradigmas, Jose Brunner/Nathalie Zajde ed., Wallstein Verlag, Goettingen. 273 p. 2011.
- Nathalie Zajde, Les enfants cachés en France, éd. Odile Jacob, Paris, 2012[9].
- Avec Tobie Nathan, Psychothérapie démocratique https://www.ethnopsychiatrie.net/Pschodemo.htm, éd. Odile Jacob, Paris, 2012.
- Nathalie Zajde (sous la direction de) : Qui sont les enfants cachés? Penser avec les grands témoins, éd. Odile Jacob, Paris, 2014.

en italien
- I figli dei sopravvissuti, Moretti & Vitali, Bergamo 2001.

## Roman
Nathalie Zajde publie un premier roman en janvier 2025 aux éditions de L'Antilope La patiente du jeudi 

## Conférences sur Internet
- Une conférence (au MAHJ) sur La psychologie du Dibbouk :
- Une conférence (au Mémorial des enfants d'Izieu) sur Psychologie et vécu des mères dans la Shoah

- "Vivre après la Shoah, le traumatisme des survivants" janvier 2009, Institut Français de Tel Aviv,

- "Le traumatisme des enfants cachés", Centre de recherche français de Jérusalem, novembre 2007,

- "Soigner les souffrances de la Shoah" Université de Bar Ilan, mai 2006,

- "L'ethnopsychiatrie en Israël, l'Alya des zars, djinns et autres esprits", Centre de recherche français de Jérusalem, mars 2009.